# Åsnes
Gmina Åsnes (norw. Åsnes kommune) – norweska gmina leżąca w regionie Hedmark. Jej siedzibą jest miasto Flisa.
Åsnes jest 97. norweską gminą pod względem powierzchni.

## Demografia
Według danych z roku 2005 gminę zamieszkuje 7779 osób. Gęstość zaludnienia wynosi 7,47 os./km². Pod względem zaludnienia Åsnes zajmuje 128. miejsce wśród norweskich gmin.
| ludność stan na 1 stycznia 2005 |         |           |       |
|                                 | kobiety | mężczyźni | razem |
| osób                            | 3864    | 3915      | 7779  |
| %                               | 49,67%  | 50,33%    | 100%  |

| wykształcenie stan na 1 października 2004 |        |         |        |        |
|                                           | podst. | średnie | wyższe | niezn. |
| osób                                      | 2028   | 3577    | 786    | 87     |
| %                                         | 31,31% | 55,22%  | 12,13% | 1,34%  |

## Edukacja
Według danych z 1 października 2004:
- liczba szkół podstawowych (norw. grunnskolar): 6
- liczba uczniów szkół podst.: 909

## Władze gminy
Według danych na rok 2011 administratorem gminy (norw. rådmann) jest Nils Bernhard Lindeberg, natomiast burmistrzem (norw. ordfører, d. borgermester) jest Lars Petter Heggelund.